# Nahualá
Nahualá est une ville du Guatemala dans le département de Sololá.